# IESE Business School
Die IESE Business School (spanisch Instituto de Estudios Superiores de la Empresa, IESE) ist die Managementschule der vom Opus Dei geführten Universität Navarra. 1963 schloss sie eine Allianz mit der Harvard Business School (HBS) und startete das erste zweijährige MBA-Programm in Europa. Die IESE unterhält Campus in Barcelona, Madrid, New York, São Paulo sowie seit 2015 in München. In der Münchner Zentrale bietet sie neben dem „Advanced Management Program“ (AMP) auch das „General Management Program“ (GMP) an. Beide Programme betreffen den Bereich der Executive Education und richtet sich an die Ausbildung von Managern über 40 oder 50 Jahre; und arbeitet auch direkt mit einigen Unternehmen mit maßgeschneiderten Programmen zusammen. Zudem befinden sich auf dem deutschen Campus zwei Forschungszentren auf dem Gebiet „Restrukturierung & Innovation“ und „Familienunternehmen“ in Planung. Der derzeitige Dekan ist der deutsche Ingenieur Franz Heukamp. Die IESE Business School wird im internationalen Ranking der Financial Times seit 2015, also vier Jahre in Folge, im Bereich Executive Education auf Platz 1 geführt. Seit 1963 unterhält sie eine Partnerschaft mit der Harvard Business School.

## Hochschule
IESE ist die Abkürzung des 1958 von Josemaría Escrivá in Spanien gegründeten Instituto de Estudios Superiores de la Empresa („Hochschule für Unternehmensführung“). Es wurde konzipiert von Antonio Valero Vicente, der dessen erster CEO war. Im Jahr 1957 hielt Josemaría Escrivá die Ausbildung von Unternehmern für notwendig, damit sie ihre Geschäfte nach einem christlichen Ansatz führen konnten. Valero reiste nach Lille (Frankreich), dessen École des Administrations des Affaires unter der Leitung eines MBA der Harvard Business School (HBS) die Pädagogik der Fallmethode der amerikanischen Universität eingeführt hatte, die in Europa neu war.
Sie brachte als erste Business School Executive Education, also eine akademisch fundierte Zusatzausbildung für Führungskräfte, nach Europa.
Das internationale, bilinguale MBA-Programm (zweijährig) besteht seit 1964 und bildet ca. 250 Studenten pro Jahrgang aus. MBA-Austauschprogramme bestehen mit den Business Schools Wharton, Columbia Business School, Kellogg, Sloan, London Business School, China Europe International Business School (CEIBS), HEC Timoney Leadership Institute und anderen. Eine enge institutionelle Zusammenarbeit besteht seit 1964 mit der Harvard Business School.
Die IESE Business School bietet weltweit Programme an (Haupt-Campus in Barcelona und weitere in Madrid und New York City, Programme in München, Warschau, Miami, São Paulo, Kairo, Lagos, Nairobi, Shanghai, Mumbai u. a.).
Die Schule wurde von der katholischen Organisation Opus Dei gegründet, deren Einfluss auf die Lehre Gegenstand von Kontroversen ist. Kritiker wie der Soziologe Alberto Moncada werfen der katholischen Laienorganisation vor, über die Hochschule fundamentalistische Positionen in Spitzenpositionen der Wirtschaft zu verankern und gut verdienende Mitglieder für die Organisation zu rekrutieren.
Allerdings steht demgegenüber, dass an Einrichtung Professoren und Programmteilnehmer aus allen Kulturkreisen und Konfessionen vertreten sind. Im 2014er Ranking der Financial Times belegte IESE weltweit den 3. Platz bei den Executive Education Programmen, betrachtet wurden insgesamt 50 der besten Managementschulen auf der ganzen Welt. Auf dem ersten Platz landete sie sogar für die Diversität ihrer Fakultät und erhielt darüber hinaus besonders gute Bewertungen für den langfristigen Nutzen ihrer auf Unternehmensbedürfnisse zugeschnittenen „Custom Programs“, die Internationalität ihrer offenen Programme wie AMP (Advanced Management Program) und PMD (Management Development Program) und die Qualität ihrer Kooperationen mit Partnerinstitutionen. In den Financial Times Rankings von 2015, 2016, 2017, 2018, 2019 und 2020 belegte der Executive Education Bereich der IESE in der Gesamtwertung den 1. Platz.
Als Reaktion auf die COVID19-Pandemie und die Eindämmungsmaßnahmen, die von den meisten Ländern mit der Schließung der Campusanlagen beschlossen wurden, erweiterte das IESE die technologischen Werkzeuge und Plattformen, um die vollständige Digitalisierung der verschiedenen MBA-, Master in Management und Doktorandenprogramme zu ermöglichen. Zusätzlich zu den bisherigen Erfahrungen mit der WebEx-Plattform wurde das Zoom-Werkzeug hinzugefügt. Dies ermöglichte die kontinuierliche Interaktion der Programmmitglieder und Teamarbeit. Außerdem wurde ein digitaler Raum mit offenen Inhalten mit Interviews, Konferenzen, Berichten, Geschäftsstrategien usw. eröffnet.
In der Ära nach der Pandemie steht das IESE vor neuen Herausforderungen und der notwendigen Verlagerung der Wirtschaft in Richtung Dekarbonisierung und Verringerung der Ungleichheit, so der Dekan Franz Heukamp.

## Rankings
|                                      | 2014 | 2015 | 2016 | 2017 | 2018 | 2019 | 2020 | 2021 | 2022 |
| ------------------------------------ | ---- | ---- | ---- | ---- | ---- | ---- | ---- | ---- | ---- |
| FT - Global MBA                      | 7    | 7    | 16   | 10   | 11   | 12   | 13   | 4    | 10   |
| FT - MBA für FRAUEN                  |      |      |      |      | 14   |      |      |      |      |
| The Economist - Global MBA           | 5    | 14   | 8    | 17   | 5    | 10   | 7    | 1    |      |
| The Economist - Full Time MBA        | 5    |      | 8    |      | 6    |      |      | 1    |      |
| FT - Executive Education - Open      | 6    | 3    | 2    | 2    | 2    | 6    |      |      |      |
| FT - Executive Education - Custom    | 3    | 1    | 1    | 1    | 1    | 1    |      |      |      |
| Bloomberg - European B-Schools - MBA | -    | -    | -    | -    | -    | 6    | -    | 2    |      |

## Studienangebot
Die Schule bietet offene Programme, Doktoranden-Programme und Firmenprogramme an. Zu den Kunden gehören u. a. BMW, Bertelsmann, die BT Group, Boeing, Dow Chemical, Fortis, Henkel, Oracle und Volkswagen. Die IESE hat derzeit mehr als 100 fest angestellte Professoren. Der Unterricht erfolgt in Englisch und/oder Spanisch. Im Januar 2016 wird erstmals der World Executive MBA in Kooperation mit der CEIBS stattfinden.
Seit 2005 wird in München ein „Advanced Management Program“ (AMP) für die oberste Führungsebene und seit 2013 auch ein „Program for Management Development“ (PMD) für die zweite Führungsebene angeboten.
Die Studiengebühren belaufen sich für das zweijährige Masterstudium auf ca. 70.000 €. Das Durchschnittseinkommen der Absolventen betrug nach Angaben der Financial Times 2013 147.000 US-Dollar. Nach Evaluationen der Zeitschriften The Economist und Financial Times gilt die IESE als eine der führenden Hochschulen für die postgraduale Wirtschaftsausbildung.

## Alumni
Die erste Alumni-Gruppe entstand in Katalonien, die 1961 gegründet wurde. Bald darauf wurden Regionalgruppen für Valencia (Levante), Mallorca (Balearen) und Madrid gegründet, gefolgt von Aragón (1973), Andalusien (1975) und Galicien, La Rioja, Baskenland und Navarra (1986). Die argentinisch-uruguayische Sektion wurde 1986 die erste ausländische Sektion; die amerikanische Alumni-Sektion wurde 1987 gegründet.
Das erste Global Alumni Treffen des IESE fand im Jahr 2000 in Amsterdam statt. Seitdem hat das globale Alumni-Treffen in Städten auf der ganzen Welt stattgefunden, darunter London, München, New York und São Paulo.
Das Global Alumni Treffen 2021 fand am erweiterten Hauptsitz in Madrid statt und wurde von mehr als 5.000 Führungskräften und Geschäftsleuten besucht. Das Global Alumni Treffen 2022 wird im Oktober auf dem Münchner Campus stattfinden.

## Bemerkenswerte Alumni
- Erich Joachimsthaler (* 1942), deutscher Unternehmer
- Andrea Kathrin Christenson-Klette, deutsche Unternehmerin
- Miguel Sanz (* 1953), spanischer Politiker (UPN) und ehemaliger Präsident der Region Navarra
- Meike Schlecker (* 1973), deutsche Unternehmerin[24][25]
- Juan Antonio Samaranch (1920–2010), langjähriger Präsident des IOC
- Ermenegildo Zegna (* 1955), italienischer Unternehmer
- Timo Bütefisch, CEO Cooltra

- Yuko Keicho, World Bank Group
- Steve Schiffman, CEO Calvin Klein
- Jeroen Merchiers, Airbnb